# Anton Bernard
Anton Bernard (Bolzano, 18 aprile 1989) è un ex hockeista su ghiaccio italiano, di ruolo attaccante.

## Biografia
Il fratello minore Andreas è un giocatore di hockey su ghiaccio, di ruolo portiere, con esperienze nella Liiga e nella Deutsche Eishockey-Liga; anche il fratello maggiore Manfred ha giocato come portiere, ed ha militato - perlopiù come backup - tra la seconda e la terza serie italiana.

## Carriera

### Club
Anton Bernard, dopo essere cresciuto nelle squadre giovanili del Caldaro e dell'Egna, si trasferì in Germania per andare a giocare con i SB Rosenheim. Nel 2008 ritornò in Italia ed esordì in Serie A con il Bolzano, con cui vinse subito la Supercoppa, la Coppa Italia e lo Scudetto. L'anno successivo si trasferì in Nordamerica giocando una stagione in EJHL.
Conclusa positivamente l'esperienza con i Valley Jr. Warriors, con la partecipazione all'All-Star Game della lega, Bernard ritrovò nel 2010 la maglia del Bolzano, alternando brevi esperienze in prestito in Serie A2 con Caldaro, Appiano e Pergine. Nelle stagioni seguenti con la maglia biancorossa Bernard conquistò uno scudetto nella stagione 2011-12 e la seconda Supercoppa del 2012. Nell'estate del 2013 Bernard fu confermato nel roster del Bolzano in vista della prima stagione disputata dalla squadra italiana nella lega mitteleuropea EBEL. Con la maglia degli altoatesini vinse la EBEL 2013-2014, bissando il successo nel 2017-2018.
Divenne il capitano dei Foxes dopo che Alexander Egger appese i pattini al chiodo al termine della stagione 2017-2018, ricoprendo tale ruolo fino al suo ritiro, annunciato al termine della stagione 2021-2022.

### Nazionale
Anton Bernard giocò nelle formazioni giovanili U18 e U20 della Nazionale italiana vincendo nel 2006 il titolo di Seconda Divisione U18 e nel 2008 quello di Seconda Divisione U20, entrambi disputati in Italia. Bernard raccolse in quattro stagioni fra U18 e U20 un totale di 25 punti in altrettante partite giocate.
Esordì con la Nazionale maggiore nel febbraio 2011 in occasione dell'Euro Ice Hockey Challenge disputatosi in Norvegia nel match d'esordio con i padroni di casa vinto 4-3, partecipando poi nel 2012 ai Mondiali di Top Division in Svezia. Nello stesso anno mise a segno la prima rete con la maglia azzurra in un incontro dell'EIHC. 
Nel 2013 prese parte al torneo di qualificazione olimpica per i giochi di Soči 2014 e al Mondiale di Prima Divisione in Ungheria. Nel 2014 partecipò al Mondiale in Bielorussia.
Nel 2015 disputò il Mondiale di Prima Divisione in Polonia diventando ufficialmente il capitano della selezione azzurra. Nel febbraio 2016 vinse con il Blue Team il torneo preolimpico di Cortina d'Ampezzo. Nella primavera dello stesso anno partecipò al Mondiale di Prima Divisione in Polonia, in cui l'Italia riuscì a guadagnarsi la promozione in Top Division. In estate disputò il torneo preolimpico in Norvegia.
Nel 2017 partecipò ai Mondiali in Germania.
L'anno seguente, visto il protrarsi dei playoff del Bolzano, dovette rinunciare ai Mondiali di Prima Divisione in Ungheria,  in cui l'Italia riuscì a riguadagnarsi l'accesso ai Mondiali di Gruppo A. Nel 2019 ufficializzò il suo addio alla maglia azzurra.

## Palmarès

### Club
- Campionato italiano: 2

Bolzano: 2008-09, 2011-12
- Campionato austriaco: 2

Bolzano: 2013-2014, 2017-2018
- Coppa Italia: 1

Bolzano: 2008-09
- Supercoppa italiana: 2

Bolzano: 2008, 2012

### Nazionale
- Campionato mondiale di hockey su ghiaccio Under-20 - Seconda Divisione: 1

Italia 2008
- Campionato mondiale di hockey su ghiaccio Under-18 - Seconda Divisione: 1

Italia 2006

### Individuale
- Eastern Junior Hockey League:

2010: All-Star Game
- Maggior numero di reti nel Campionato mondiale di hockey su ghiaccio Under-20 - Seconda Divisione: 1

Italia 2008 (8 reti)
- Top Player on Team del Campionato mondiale di hockey su ghiaccio Under-20 - Prima Divisione: 1

Danimarca 2009